# Северный проезд (Москва)
Се́верный прое́зд — улица на севере Москвы в районе Северный Северо-Восточного административного округа, связывает Дмитровское шоссе с улицами (линиями) бывшего посёлка Северный, по которому назван в 1993 году.

## Расположение
Северный проезд проходит по северной границе бывшего посёлка. Начинается от Дмитровского шоссе напротив Долгопрудной аллеи, проходит на восток, справа на него выходят 5-я и 3-я линии, слева располагается Северная водопроводная станция.

## Примечательные места, здания и сооружения

### Здания
Всего зданий: 2 дома: № 27 и 133.